# مروژان پارسامیان
مروژان آساطوری پارسامیان (ارمنی: Մերուժան Ասատուրի Պարսամյան؛ ارمنی غربی: Մերուժան Պարսամեան زادهٔ ۸ اکتبر ۱۸۸۳ - درگذشته ۱۹۴۴) شاعر، ویراستار اهل ارمنستان-فرانسه بود. 

## زندگی‌نامه
مروژان پارسامیان در ۸ اکتبر ۱۸۸۳ در روستای در نزدیکی آکن (کمالیه کنونی) به دنیا آمد. مگردیچ پارسامیان برادر وی بود. زمانی که پدرش در جریان کشتار حمیدیه به قتل رسید و سرپرستی وی به پدربزرگش واگذار شد. در میانه دهه ۱۸۹۰ در آرماش (نزدیکی ازمیر) تحصیل نمود. بین سال‌های ۱۹۱۱ تا ۱۹۱۵ «گاهنامه شانت» در کنستانتینوپل منتشر نمود. در سال ۱۹۱۹ در پاریس و بین سال‌های ۱۹۳۱ تا ۱۹۴۰ «گاهنامه زندگی و هنر» را منتشر نمود. وی در ۱۶ اکتبر ۱۹۴۴ در سن ۶۱ سالگی در منطقه ۹ پاریس درگذشت.

## یادداشت
1. ↑  խմբագիր
2. ↑  վիպասան
3. ↑  Չարխափան Սուրբ Աստվածածին վանք
4. ↑  Կյանք և արվեստ